# 清泰院 (前田光高正室)
清泰院（せいたいいん）は、江戸時代前期の女性。加賀藩藩主・前田光高の正室。初名は亀姫、のち大姫。その他に、又鶴姫、糸姫、阿智姫（『寛政重修諸家譜』）。

## 生涯
寛永4年（1627年）5月23日（「幕府祚胤伝」）、または11月27日（「水戸様系譜」）、水戸藩藩主・徳川頼房の四女として江戸で生まれる。母は側室・野沢氏。はじめ亀姫といった。
寛永8年（1632年）12月、徳川家光の養女となる。同9年（1633年）5月10日、営中に入り、名を大姫と改める。同年12月5日、前田光高と縁組、結納。
（以上は「幕府祚胤伝」による。「徳川幕府家譜」では、寛永9年（1633年）12月13日、徳川家光の養女となり、前田光高と縁組、としている）
寛永10年（1634年）12月5日、輿入れした。
寛永20年（1643年）、長男・綱紀を出産する。この報せを聞いた夫・光高は大いに喜び、直後の参勤で金沢から江戸までの120里（約480km）をわずか7日で歩いた（通常は12日ほどかかる）。
正保2年（1645年）4月5日、光高が急死する。落飾して清泰院と号する。このとき懐妊中であり、同年、次男・万菊丸を出産したが、慶安2年（1649年）8月13日、5歳で夭折した。
慶安4年（1651年）、養父・家光が没した際の遺物拝領では、実子の千代姫と同じく2万両と茶壺一つを賜っており、養女の中でも重んじられていたと思われる。
明暦2年（1656年）9月23日、死去した。享年30。法名は清泰院殿法誉性栄大姉（「幕府祚胤伝」では、清泰院法誉性栄大姉）。小石川・伝通院に葬られた。

## 家光落胤説
加賀藩の史料「残嚢拾玉集」によると大姫は頼房の娘ではなく実は家光が奥女中との間にもうけた落胤であると記されている。